# Singapurische Fußballnationalmannschaft der Frauen
Die singapurische Fußballnationalmannschaft der Frauen repräsentiert Singapur im internationalen Frauenfußball. Die Nationalmannschaft ist dem singapurischen Fußballverband (Football Association of Singapore) unterstellt und wird von Nathaniel Naplah trainiert. Die Mannschaft nahm bisher dreimal an der Asienmeisterschaft teil, kam aber nie über die Vorrunde hinaus.

## Turnierbilanz

### Weltmeisterschaft
| - 1991: nicht qualifiziert - 1995: nicht teilgenommen - 1999: nicht teilgenommen - 2003: nicht qualifiziert - 2007: nicht qualifiziert | - 2011: nicht teilgenommen - 2015: nicht teilgenommen - 2019: nicht qualifiziert - 2023: nicht qualifiziert - 2027: nicht qualifiziert |

### Asienmeisterschaft
| - 1975: Dritter Vorrundengruppe A - 1977: Vierter - 1979: nicht teilgenommen - 1981: Dritter Vorrundengruppe A - 1983: Dritter - 1986: nicht teilgenommen - 1989: nicht teilgenommen - 1991: Vorrunde - 1993: nicht teilgenommen - 1995: nicht teilgenommen - 1997: nicht teilgenommen | - 1999: nicht teilgenommen - 2001: Vorrunde - 2003: Vorrunde - 2006: nicht qualifiziert - 2008: nicht qualifiziert - 2010: nicht teilgenommen - 2014: nicht gemeldet - 2018: nicht qualifiziert - 2022: nicht qualifiziert - 2026: nicht qualifiziert |

### Asienspiele
| - 1990 bis 2018: nicht teilgenommen - 2023: Vorrunde |

### Olympische Spiele
| - 1996: nicht qualifiziert - 2000: nicht qualifiziert - 2004: nicht qualifiziert - 2008: nicht qualifiziert - 2012: nicht teilgenommen | - 2016: nicht teilgenommen - 2020: nicht qualifiziert - 2024: nicht qualifiziert - 2028: nicht qualifiziert |